# Bernadotteskolen
Bernadotteskolen er en privatskole med internationalt spor i Hellerup nord fra København. Skolen blev oprettet den 15. juni 1948 og er opkaldt efter Folke Bernadotte, hvis internationale og mellemfolkelige indsats blev fremhævet ved skolens indvielse af G.J. Arvin, der var leder til 1951, hvor C.C. Kragh-Müller overtog. Han var leder til 1972. Derefter var Vagn Lüttge leder i 15 år. 1987-2011 var Lars Stubbe Teglbjærg leder. Per Rahbek sad fra 2011 til 2015, hvor han blev afløst af Marina Gull-Maj Kaiser.

## Kendte elever
- Alberte Winding
- Thomas Eje
- Suzanne Brøgger
- Ulla Dahlerup
- Arne Herløv Petersen
- Ida Wohlert
- Johan Wohlert
- Sidse Babett Knudsen
- Nikolaj Arcel
- Jonas Bjerre
- Camilla Plum
- Bo Madsen
- Rosalinde Mynster
- Martin Brygmann
- Lars Brygmann
- Bo Moreno kendt som Bobo Moreno
- Thomas Vinterberg
- Nikolaj Lie Kaas
- Thomas Blachman

## Ekstern henvisning
- Skolens officiel hjemmeside

55°43′53.5″N 12°34′23″Ø / 55.731528°N 12.57306°Ø